# Chiesa dei Santi Giovanni Battista e Maurizio (Caravate)
La chiesa dei Santi Giovanni Battista e Maurizio è la parrocchiale di Caravate, in provincia di Varese e diocesi di Como; fa parte del vicariato di Cittiglio.

## Storia
La primitiva chiesa di Caravate era la cappella di Sant'Agostino, attestata a partire già dall'VIII secolo.
Verso la fine del XIII secolo fu menzionata l'ecclesia de Garavate, che era filiale della pieve di Cuvio, posta nella porzione più occidentale della diocesi di Como, al confine con le pievi di Leggiuno e di Besozzo dell'arcidiocesi di Milano.
Negli atti relativi al sinodo diocesano del 1565 si legge che la chiesa di Caravate nella valle di Cuvio era retta da tre sacerdoti.
Nel 1592 il vescovo Feliciano Ninguarda, compiendo la sua visita pastorale, annotò che i fedeli erano circa 410, che la parrocchiale, intitolata a San Maurizio e frequentata dalla confraternita del Corpo di Cristo, era situata su una collina, che presso il camposanto era presente un sacello-battistero dedicato a san Giovanni Battista e che entro i confini della parrocchia esistevano pure le chiese di Sant'Agostino e di Santa Maria del Sasso.

Nel 1651 la parrocchia caravatese risultava compresa nel vicariato di Cuvio e nel resoconto delle chiese parrocchiali della diocesi di Como redatto nel 1773 dal vescovo Giambattista Muggiasca si legge che essa aveva un reddito totale di 886,7 lire.
Il 12 luglio 1831, dopo la demolizioni delle vecchie chiese di San Maurizio e di San Giovanni Battista, iniziarono i lavori di costruzione della nuova parrocchiale, dedicata ad entrambi i santi; il progetto venne redatto da Lorenzo Bernago.
Già verso la fine di quello stesso secolo l'edificio si rivelò però insufficiente a soddisfare le esigenze dei fedeli; per questo motivo, nel 1927 iniziò un intervento di ampliamento, terminato con la consacrazione della chiesa, celebrata il 3 dicembre 1931.

Il 29 gennaio 1968 la chiesa, già compresa nel vicariato di Cuvio, entrò a far parte del vicariato di Canonica.

## Descrizione

### Facciata
La facciata, a capanna, presenta due lesene laterali, il portale d'ingresso dotato di timpano semicircolare e il rosone ed è coronata dal timpano di forma triangolare.

### Interno
Opere di pregio conservate all'interno della chiesa sono il ciclo di ventitré affreschi eseguito nel 1934, le formelle in cotto della Via Crucis, realizzate nel 1963, e l'organo, costruito nel 1849 dalla ditta Giovanni Franzetti e Figli.